# جون ستيوارت (سياسي)
جون ستيوارت (بالإنجليزية: John Stuart)‏ يعرف أيضاً بلقب إيرل بيوت الثالث (بالإنجليزية: 3rd Earl of Bute)‏ سياسي بريطاني (25 مايو 1713 - 10 مارس 1792). تولى رئاسة الوزارة في بريطانيا من 26 مايو 1762 إلى 8 أبريل 1763. في عهده انتهت حرب السنوات السبع بتوقيع اتفاقية باريس عام 1763.

## السيرة الشخصية

### النشأة والبروز
ولد ستيوارت في المنطقة المحيطة بالبرلمان بالقرب من كاتدرائية سانت غايلز على امتداد الشارع الملكي في إدنبرة يوم 25 مايو عام 1713، وهو ابن جيمس ستيوارت إيرل بوت الثاني وزوجته السيدة آن كامبل. درس في كلية إيتون خلال الفترة من عام 1724 حتى عام 1730. وتابع بعدها دراسة القانون المدني في جامعة خرونينغن (1730-1732) وجامعة لايدن (1732-1734) في هولندا، متخرجًا من الأخيرة بشهادة في القانون المدني.
خلف بوت عرش إيرلية بوت (المسماة نسبةً إلى جزيرة بوت) بعد وفاة والده عام 1723، وذلك نظرًا لكونه على قرابة أسرية بعشيرة كامبل (كانت والدته ابنة دوق أرغل الأول). ترعرع بعدها على يد خاليه دوق أرغل الثاني، وأرتشيبالد كامبل دوق أرغل الثالث ودوق إلاي الأول والوحيد. في شهر أغسطس من عام 1735، هرب بوت مع ماري وورتلي مونتاغو بعد الوقت الذي استغرقه والديها السير إدوارد والسيدة ماري وورتلي من أجل إبداء موافقتهم على زواجهما. انتُخب كممثل نبيل عن إسكتلندا في عام 1737. ومع ذلك، لم يشارك بوت في مشاورات مجلس اللوردات رغم كونه في لندن خلال شهر ديسمبر من ذلك العام. لم يعاد انتخابه في عام 1741 بسبب موقفه الداعم لأرغل ضد والبول. تقاعد في السنوات القليلة اللاحقة ماكثًا في ممتلكاته بإسكتلندا، والتفت إلى إدارة شؤونه والانغماس في ولعه بعلم النبات.
انتقل بوت إلى وستمنستر بلندن في عام 1745 حيث استأجرت عائلته منزلًا في تويكنهام مقابل أجر سنوي بلغ خمسة وأربعين جنيهًا. التقى في عام 1747 بفريدريك أمير ويلز خلال سباقات إغهام وأصبح صديقًا مقربًا له. عُيّن بعد وفاة الأمير في عام 1751 مدرسًا لأمير ويلز الجديد جورج.  هيّأ بوت للأمير وأخيه إدوارد اتباع سلسلة من المحاضرات حول الفلسفة الطبيعية من إعداد المحاضر ستيفن دمينبراي. أدى ذلك إلى إيقاد اهتمام الأمير الشاب بالفلسفة الطبيعية، وربما لعب دورًا في رغبة جورج الثالث بجمع آلات الفلسفة الطبيعية. وعلاوةً على ذلك، أضحى بوت مقربًا من أرملة الأمير فريدريك، أميرة ويلز أوغسطا من ساكسه-غوثا حتى انتشرت شائعة عن دخول الاثنين بعلاقة رومانسية. وبالفعل نشر جون هورن توك وهو أحد مساعدي أمير ويلز منشورًا فاضحًا يلمح فيه للعلاقة بينهما، بيد أن هذه الشائعات كانت على الأرجح زائفة بسبب المعتقدات الدينية الصرفة التي آمن بها بوت في ما يتعلق بمسألة الزنا، فضلًا عن دلالة جميع المؤشرات على كونه سعيدًا بزواجه.
انتُخب بوت كأول رئيس لجمعية خبراء آثار إسكتلندا في عام 1780.

### رئيسًا للوزراء
توقع بوت الارتقاء في درج السلطة السياسية عقب اعتلاء جورج للعرش في عام 1760 نظرًا للأثر الذي كان قد تركه في طالبه، بيد أن خططه كانت سابقة لأوانها. إذ تطلب الأمر إزاحة رئيس الوزراء الحالي (دوق نيوكاسل) عن الحكم، فضلًا عن وزير خارجية القسم الجنوبي ذي النفوذ الأوسع (ويليام بيت الأكبر)، ولكن الحكومة الحالية التي استندت على النجاحات المحرزة في حرب السبع سنوات كانت محبوبة وحققت نتائج مرضية في الانتخابات العامة التي أجريت في أعقاب اعتلاء العاهل الجديد للعرش كما سرت العادة حينذاك.
ارتكزت مناورة بوت (الذي نال تأييد الملك) في مسعاه لبلوغ السلطة تحالفه مع نيوكاسل ضد بيت الأكبر في ما يتعلق برغبة الأخير إعلان الحرب على إسبانيا. قدم بيت استقالته من منصبه وزيرًا للقسم الجنوبي بعيد إحباط بوت ونيوكاسل لمخططاته ضد إسبانيا. تحرك بوت بعدها مجبرًا نيوكاسل على الاستقالة من منصبه رئيسًا للوزراء بعدما وجد الأخير نفسه ضمن الأقلية في الحكومة من ناحية موقفه إزاء مستوى التمويل والتوجيه في حرب السبع سنوات. أعيد انتخاب بوت ممثلًا نبيلًا عن إسكتلندا في عام 1760، وعُيّن رئيسًا للوزراء بحكم الأمر الواقع بعد استقالة كل من بيت ونيوكاسل منهيًا بذلك فترة طويلة من هيمنة حزب الأحرار على الحكومة.
تميز عهد بوت كرئيس للوزراء بتفاوضه على معاهدة باريس (1763) التي وضعت حدًا لحرب السبع سنوات. ولأجل ذلك كان على بوت تخفيف حدة موقفه السابق في ما يخص التنازلات الممنوحة لفرنسا إذ وافق على إرجاع مصائد السمك الهامة في نيوفوندلاند للفرنسيين دون احتفاظ بريطانيا بغوادلوب في المقابل.
على خلفية التوصل لاتفاق سلام، لم يرد بوت والملك للإنفاق العسكري البريطاني أن يتجاوز مستويات ما قبل الحرب، ولكن أعتقد الاثنين بضرورة الإبقاء على وجود كبير في القارة الأمريكية بغية التعامل مع التهديدين الفرنسي والإسباني. وعليه كلفت بريطانيا المستعمرين بهذه الزيادة في الوجود العسكري مما حفز على مقاومة الضرائب المفروضة عليهم والتي أدت بدورها إلى اندلاع الثورة الأمريكية. فرض بوت أيضًا ضريبة على السيدر بلغت قيمتها أربع شِلن للبرميل الواحد في عام 1763 من أجل المساعدة في تمويل حرب السبع سنوات.
بادر الصحفي جون ويلكس إلى نشر صحيفة حملت اسم «ذا نورث بريتون» تعرض فيها كل من بوت وأميرة ويلز للهجاء دون رحمة. وفي أعقاب ذلك، قدم بوت استقالته رغم بقائه ممثلًا نبيلًا عن إسكتلندا في مجلس اللوردات حتى عام 1780. وظل على علاقة طيبة مع أميرة ويلز المتوفى زوجها، بيد أن محاولاتها لرأب الصدع بين بوت وجورج الثالث باءت بالفشل.

### بعد توليه رئاسة الوزارة
مكث بوت في أرضه الكائنة بهامبشر حتى بقية حياته حيث شيد فيها قصرًا بالقرب من بلدة كرايستشيرش عرِف باسم هاي كليف. وواصل من هناك إيلاء اهتمامه بعلم النبات، وأضحى من رعاة الفنون والآداب الكبار. إذ كان صامويل جونسون وتوبياس سموليت وروبرت آدم ووليام روبرتسون وجون هيل من بين الشخصيات التي كفلها تحت جناحه. كذلك تبرع للجامعات الإسكتلندية بسخاء. ومول أسفار ألبرتو فورتس إلى دالماسيا. تكلل عمله في مجال علم النبات بنشره لكتاب «جداول نباتية تتضمن فصائل النباتات البريطانية» في عام 1785. وبالرغم من تقاعده فإن العديد من الأمريكيين اتهموه في السنوات التي سبقت الحرب الثورية الأمريكية بكونه من أولئك الذين فرضوا تأثيرهم المفسد وغير المبرر على الحكومة البريطانية. توفي بوت في منزله الكائن بشارع ساوث أودلي في ساحة غروفنر بوستمنستر نتيجة المضاعفات التي عانى منها جراء سقوطه خلال مكوثه في قصر هاي كليف، ودفِن جثمانه في بلدة روثساي بجزيرة بوت.
سُمي جنس ستيوارتيا المنتمي لصف كاسيات البذور نسبةً إلى بوت. أصدر الملك جورج الثالث في عام 1761 أمرًا بتعيينه قائمًا على منتزه ريتشموند، وظل بوت في هذا المنصب إلى حين وفاته. سميت جادة بوت في بيترزهام الواقعة بالقرب من المنتزه نسبةً إليه. وفقًا للمؤرخ جون ناش فإن أصل تعبير «جاك بوت» العائد للقرن الثامن عشر والذي يستعمل للدلالة على شخص غبي، نشأ بغرض الاستخفاف بأداء ستيوارت حين كان رئيسًا للوزراء.

## معرض صور

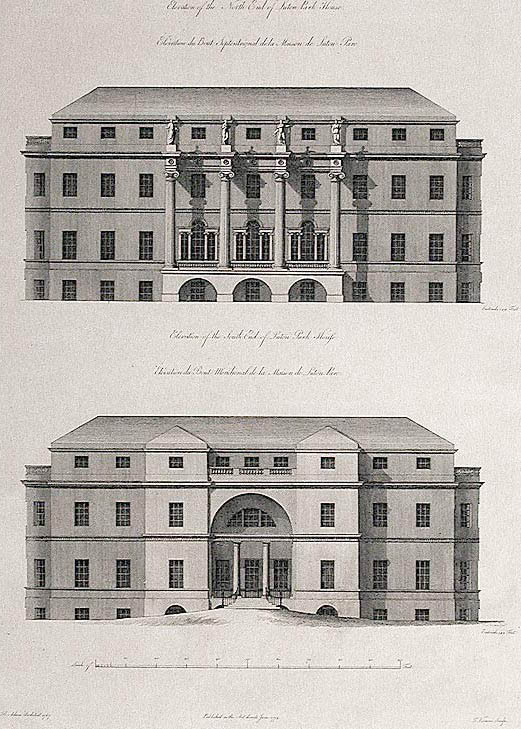
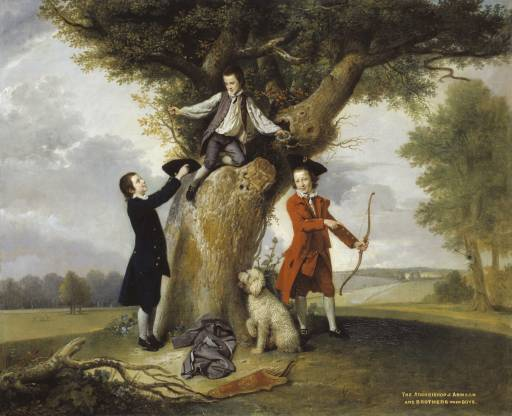
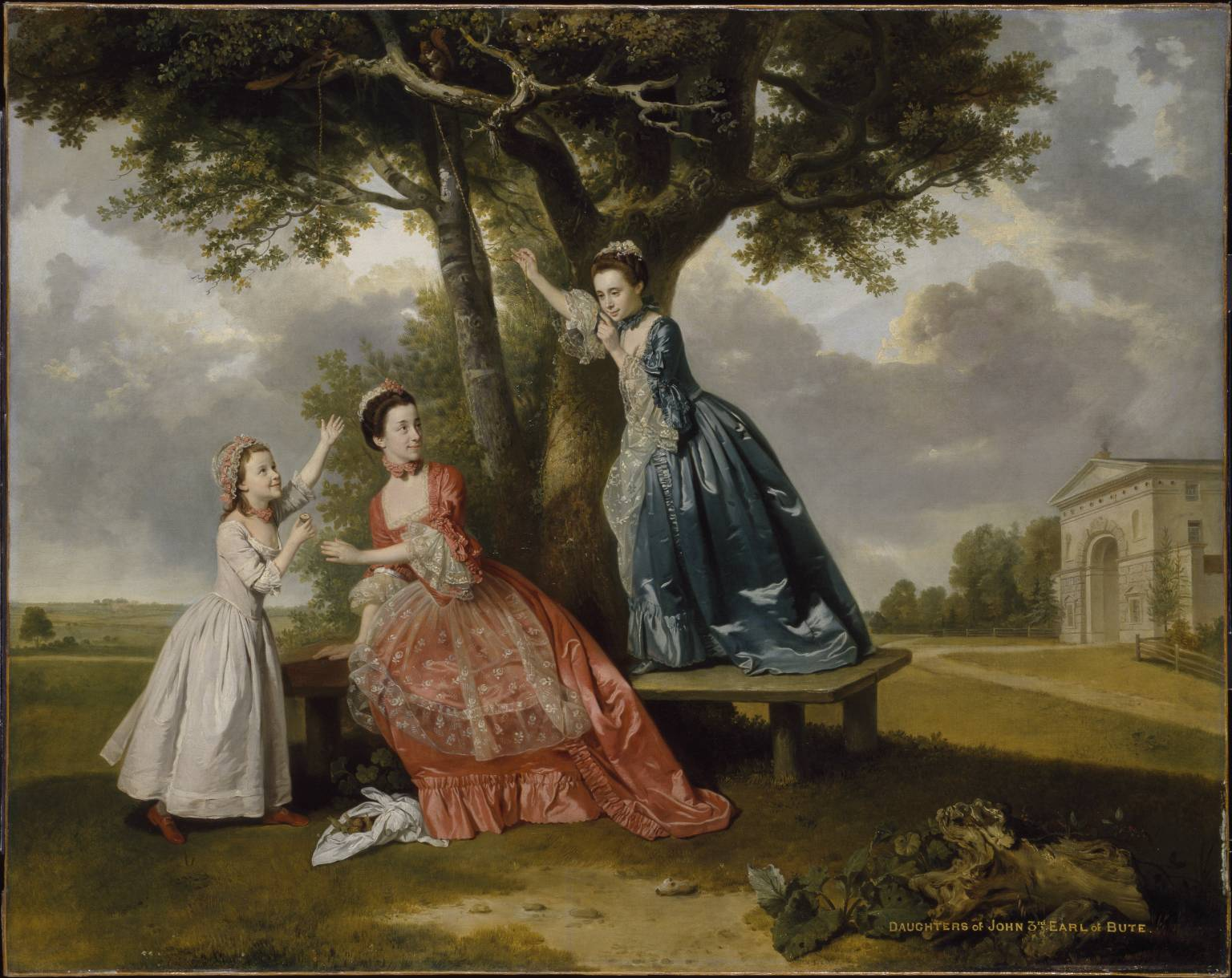

## روابط خارجية
- جون ستيوارت على موقع الموسوعة البريطانية (الإنجليزية)
- جون ستيوارت على موقع إن إن دي بي (الإنجليزية)